# Statistique Canada
Statistique Canada (anglais : Statistics Canada), également désignée StatCan, est une agence du gouvernement fédéral canadien qui a pour mandat de faire la collecte et la compilation de statistiques sur le Canada et ses habitants. Considérant que les statistiques au Canada sont de juridiction fédérale, les statistiques concernant les provinces sont également prises en charge par cette agence. Certaines provinces toutefois, telles le Québec et son Institut de la statistique, disposent d'agences de statistique complémentaires à Statistique Canada.  

## Histoire

### Modifications au recensement de 2011
En juillet 2010, le directeur de Statistique Canada démissionne de son poste en guise de protestation contre un changement à la loi effectué par le gouvernement conservateur de Stephen Harper. En vertu de la nouvelle loi, le formulaire long est réduit d'une cinquantaine de questions et remplacé par une enquête de type volontaire. Cette modification a soulevé un tollé de la part des milieux scientifiques, ainsi que des nombreux organismes qui dépendent de statistiques fiables pour leur planification. Ainsi qu'on pouvait le prévoir, le recensement statistique de 2011 a révélé d'importantes lacunes : « Le portrait de tout un lot de petites municipalités, 1 128 au total, n’est plus disponible, car moins de la moitié de leurs habitants ont répondu au questionnaire de 2011, ce qui fausse les résultats. » Les réponses volontaires pouvant varier selon les groupes de population et les régions, il ne sera plus possible d'évaluer avec précision les tendances. 
Le 5 novembre 2015, le nouveau gouvernement de Justin Trudeau annonce qu'il rétablit le questionnaire long et obligatoire du recensement.

## Recensement
Entre autres responsabilités, Statistique Canada s'occupe du recensement de la population qui a lieu tous les cinq ans, dans la première et la sixième années d'une décennie. Le recensement du 16 mai 2006 est le premier pour lequel Internet est utilisé pour remplir les questionnaires. Le dernier recensement a eu lieu en 2021. 
Pour les lieux, Statistique Canada a une terminologie bien définie. Par exemple, le mot paroisse désigne certains territoires ruraux au Québec et au Nouveau-Brunswick et canton désigne les townships dans l'Est du Québec.

### Liste de recensements
Les derniers recensements effectués :
- Recensement du Canada de 2006
- Recensement du Canada de 2011
- Recensement du Canada de 2016
- Recensement du Canada de 2021